# Adamauna
Adamauna is een geslacht van hooiwagens uit de familie Assamiidae.
De wetenschappelijke naam Adamauna is voor het eerst geldig gepubliceerd door Roewer in 1935. 

## Soorten
Adamauna is monotypisch en omvat slechts de volgende soort:
- Adamauna maculatipes